# Sophie Ristelhueber
Sophie Ristelhueber, född 21 oktober 1949 i Paris, är en fransk konstnär, fotograf, filmare och bokskapare. I sin konst fokuserar hon på spåren efter människan, och hon har gjort sig känd genom sina arbeten i krigsdrabbade områden på Balkan och i Mellanöstern. År 2025 erhöll hon Hasselbladpriset.
Hennes verk Fait undersöker förstörelsen från Gulfkriget. År 2010 vann hon Deutsche Börse Photography Prize, som tilldelades henne av filmregissören Terry Gilliam.
Hennes verk har ställts ut på bland annat Tate Modern och National Gallery of Canada.

## Bakgrund
Efter att ha studerat litteratur vid Sorbonne och skrivit en avhandling om Alain Robbe-Grillets, gick hon med i École pratique des hautes études där hon deltog i seminarier av Gérard Genette och Roland Barthes. 
Hon arbetade till en början med förlag och press, särskilt för tidningen Zoom. Vid trettio års ålder tog hon en paus från sin litterära utbildning och gjorde sina första bilder för projektet Intérieurs tillsammans med François Hers. Samtidigt regisserade hon dokumentärfilmen San Clemente (1982) tillsammans med Raymond Depardon. 
Ristelhueber åkte till Kuwait 1992 där hon producerade Fait, hennes mest uppmärksammade konstprojekt, en uppsättning av 71 fotografier av öknen som växlar mellan flygbilder och närbilder på marken. Installerade på väggen, bildar de ett enormt rutnät. 
Hon säger att hon försökt få betraktaren att tappa all känsla för skala, där det oändligt stora och det oändligt lilla smälter samman och avslöjar en öken, likt en skadad kropp, täckt av enorma sicksackformade ärr.
Ristelhuebers parktik omfattar fotografier, installationer, video, ljudverk och artists' books.